# Jillian Rose Reed

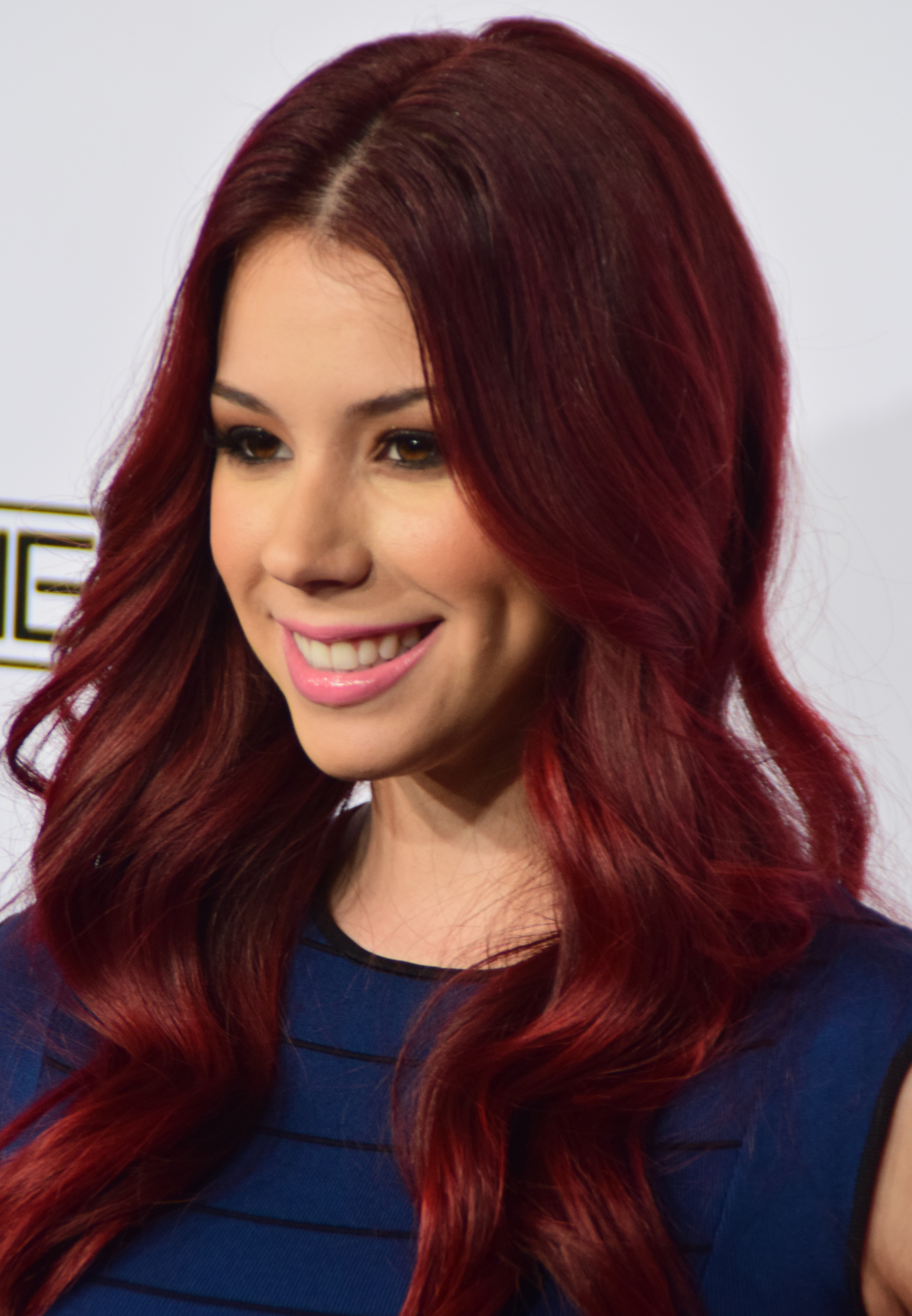
Jillian Rose Reed (2015)

Jillian Rose Reed (* 20. Dezember 1991 in Hollywood, Florida) ist eine US-amerikanische Schauspielerin.

## Leben
Reed wuchs in Northville, im US-Bundesstaat Michigan auf. Ihr jüngerer Bruder ist der Schauspieler Robbie Tucker. Seit frühester Kindheit hegte sie den Wunsch, Schauspielerin werden zu wollen. Erste Auftritte hatte sie als Kind im Theater. Als sie zwölf Jahre alt war, hatte sie schon in insgesamt 27 Musicals und Theaterproduktionen in Michigan mitgewirkt. Ihre ersten Erfahrungen außerhalb des Theaters machte sie in einem Werbespot für Ford. Dadurch wuchs ihr Interesse an der Filmschauspielerei, weswegen sie später nach Kalifornien zog.
Reed hatte viele Gastrollen, unter anderem in Zoey 101, Hung – Um Längen besser und The Middle. Von 2008 bis 2009 war sie in Weeds – Kleine Deals unter Nachbarn zu sehen, wo sie sieben Folgen lang die Rolle der Simone spielte. Von 2011 bis 2016 verkörperte sie eine Hauptrolle in der MTV-Jugendserie Awkward – Mein sogenanntes Leben. 2013 hatte sie eine der Hauptrollen im Low-Budget-Tierhorrorfilm Age of Dinosaurs – Terror in L.A. inne.
2017 feierte sie die Eröffnung eines Blogs, in dem sie auf Fragen von Fans eingeht und Themen über Beauty oder Lifestyle behandelt.

## Filmografie (Auswahl)
- 2008: Zoey 101 (Fernsehserie, Folge 4x04)
- 2008–2009: Weeds – Kleine Deals unter Nachbarn (Weeds, Fernsehserie, 7 Folgen)
- 2009: Hung – Um Längen besser (Hung, Fernsehserie, Folge 1x04)
- 2010: Community (Fernsehserie, Folge 1x22)
- 2010: The Middle (Fernsehserie, Folge 2x08)
- 2011: Supah Ninjas (Fernsehserie, Folge 2x10)
- 2011: Pair of Kings – Die Königsbrüder (Pair of Kings, Fernsehserie, Folge 2x16)
- 2011–2016: Awkward – Mein sogenanntes Leben (Awkward., Fernsehserie, 89 Folgen)
- 2012: My Super Psycho Sweet 16: Part 3
- 2013: Age of Dinosaurs – Terror in L.A. (Age of Dinosaurs)
- 2014: Jessie (Fernsehserie, Folge 3x12)
- 2014: Finding Alice (Kurzfilm, Stimme)
- 2014: Confessions of a Womanizer
- 2016: Whats So Scary About Common Core? (Fernsehfilm)
- 2016–2017: On Hiatus with Monty Geer (Fernsehserie, 2 Folgen)
- 2016–2020: Elena von Avalor (Elena of Avalor, Fernsehserie, Stimme von Naomi)
- 2017: Daytime Divas (Fernsehserie, Folge 1x08)
- 2017: Mondays (Fernsehserie, 2 Folgen)
- 2018: Love Daily (Fernsehserie, Folge 1x04)
- 2018: Lucifer (Fernsehserie, Folge 3x17)
- 2018: Sharon 1.2.3.